# Municipio de Concord (condado de Lake)
El municipio de Concord (en inglés: Concord Township) es un municipio ubicado en el condado de Lake en el estado estadounidense de Ohio. En el año 2010 tenía una población de 18201 habitantes y una densidad poblacional de 303,36 personas por km².

## Geografía
El municipio de Concord se encuentra ubicado en las coordenadas 41°40′9″N 81°14′22″O / 41.66917, -81.23944. Según la Oficina del Censo de los Estados Unidos, el municipio tiene una superficie total de 60 km², de la cual 59.65 km² corresponden a tierra firme y (0.58%) 0.35 km² es agua.

## Demografía
Según el censo de 2010, había 18201 personas residiendo en el municipio de Concord. La densidad de población era de 303,36 hab./km². De los 18201 habitantes, el municipio de Concord estaba compuesto por el 96.4% blancos, el 0.87% eran afroamericanos, el 0.06% eran amerindios, el 1.3% eran asiáticos, el 0.01% eran isleños del Pacífico, el 0.42% eran de otras razas y el 0.93% pertenecían a dos o más razas. Del total de la población, el 1.43% eran hispanos o latinos de cualquier raza.